# Eutropis andamanensis
Eutropis andamanensis là một loài thằn lằn trong họ Scincidae. Loài này được Smith mô tả khoa học đầu tiên năm 1935.
Loài này sinh sống ở đảo Andaman ở Ấn Độ.